# Nationalsyndikalismus
Nationalsyndikalismus ist eine politische Ideologie, welche eine Symbiose von revolutionär-sozialistischem Syndikalismus und integralem Nationalismus anstrebt. Häufig wird der Nationalsyndikalismus dem Protofaschismus zugeordnet. Nennenswerte Bedeutung entfaltete er vor allem in Frankreich, Italien, Spanien und Portugal.

## Geschichte

### Frankreich
In der rechtsextremen Partei Action française wurden um 1900 erstmals die syndikalistischen Gedanken Georges Sorels positiv rezipiert, insbesondere von Charles Maurras. Ab 1909 begann eine enge Zusammenarbeit der beiden nationalsyndikalistischen Vordenker, welche die liberale Demokratie ebenso verachteten wie den Kapitalismus. An deren Stelle sollte ein dezentraler, in Provinzen und Kommunen organisierter Kollektivismus treten, welcher den Klassenkampf beenden und nationale Einigkeit herbeiführen würde. Ab 1911 gab Sorel gemeinsam dem AF-Politiker Georges Valois die Zeitschrift La cité française heraus, die ein Querfront-Konzept verfolgte, und in der sowohl rechte als auch linke Autoren publizierten. In deren Umkreis entstand der nach Pierre-Joseph Proudhon benannte Cercle Proudhon, der zu einer Plattform des antidemokratischen Nationalismus in Frankreich wurde.

### Italien
Der Nationalsyndikalismus hatte großen Einfluss auf die Herausbildung des italienischen Faschismus. Führende Nationalsyndikalisten wie Agostino Lanzillo und Sergio Panunzio entwickelten sich zu überzeugten Faschisten. In der nationalistischen Associazione Nazionalista Italiana war nationalsyndikalistisches Gedankengut ebenso präsent wie in der PSI-Zeitung Avanti! unter Federführung Benito Mussolinis. Jener Mussolini nannte später Georges Sorel als seine wichtigste politische Inspirationsquelle.

### Spanien
In Spanien entfaltete sich die Idee des Nationalsyndikalismus erst sehr viel später, als sie für den Faschismus in Italien bereits praktisch keine Rolle mehr spielte. 1931 formulierte Ramiro Ledesma in der Zeitschrift La Conquista del Estado die Programmatik eines spanischen Nationalsyndikalismus, der in enger Anlehnung an das französische Vorbild einen dezentralen Kollektivismus der Arbeiter und Bauern bei gleichzeitig verstärkter Einigung der spanischen Nation forderte. Nachdem die angestrebte Übernahme der anarchosyndikalistischen Confederación Nacional del Trabajo (CNT) gescheitert war, gründete die Gruppe um Ledesma mit den Juntas de Ofensiva Nacional Sindicalista (JONS) ihre eigene Organisation. Diese vereinigte sich 1934 mit der faschistischen Falange.

### Portugal
In Portugal wurde der Nationalsyndikalismus durch die Movimento Nacional-Sindicalista (MNS) unter ihrem Führer Francisco Rolão Preto vertreten, welche sich stark am spanischen Falangismus und italienischen Faschismus orientierte.